# Philipp Wende
Philipp Wende (Wurzen, 4 de julho de 1985) é um remador alemão, bicampeão olímpico.

## Carreira
Wende competiu nos Jogos Olímpicos de 2012 e 2016, sagrando-se campeão olímpico em ambas as oportunidades com a equipe da Alemanha do skiff quádruplo.